# Santa Màxima
|  | Aquest article tracta sobre la santa cristiana. Si cerqueu la localitat francesa, vegeu «Santa Maxima». |

Santa Màxima i Sant Ansà foren dos ciutadans romans cristians romans martiritzats l'any 302 durant les persecució de Dioclecià. Ansà fou batejat i instruït en el cristianisme per Sant Protasi i que Màxima li feu de padrina. Poc temps després Màxima i Ansà foren delatats a l'emperador Dioclecià, que en manà que els agafessin i els apallissessin a bastonades. Quan se'ls enduien per a fer-ho es diu que van causar el miracle de retornar la vista d'un home cec. Ambdós són celebrats al si de l'església catòlica el dia 2 de setembre i Santa Màxima és patrona de la vila marinera de l'Escala on se'n conserven unes relíquies a l'església de Sant Pere.